# Entrevista a la carta
Entrevista a la carta es un programa de entrevistas de TVE, presentado por Julia Otero y estrenado entre mayo y julio de 2012.

## Mecánica
El famoso-invitado, elige entre doce diferentes personajes conocidos, divididos en tres grupos de cuatro para que le hagan las preguntas. Cuando el invitado ya ha elegido al personaje, se le pone el vídeo con la pregunta para luego contestarla, menos una de cada grupo que tiene que descartar.

## Episodios y audiencias
| Temporada | Temporada | Episodios | Estreno            | Final               | Audiencia media | Audiencia media | Audiencia media |
| Temporada | Temporada | Episodios | Estreno            | Final               | Espectadores    | Cuota           |                 |
| --------- | --------- | --------- | ------------------ | ------------------- | --------------- | --------------- | --------------- |
|           | 1         | 8         | 28 de mayo de 2012 | 16 de julio de 2012 | 1 036 000       | 7,9%            |                 |

### Primera temporada (2012)
| N.º (serie) | N.º (temp.) | Invitados                             | Fecha de emisión    | Audiencia         |
| ----------- | ----------- | ------------------------------------- | ------------------- | ----------------- |
| 1           | 1           | «Cayetano Rivera Ordóñez»             | 28 de mayo de 2012  | 2 067 000 (10,1%) |
| 2           | 2           | «Mario Vargas Llosa»                  | 4 de junio de 2012  | 1 234 000 (6,4%)  |
| 3           | 3           | «Joan Manuel Serrat y Joaquín Sabina» | 11 de junio de 2012 | 1 021 000 (8,9%)  |
| 4           | 4           | «Ana Obregón»                         | 18 de junio de 2012 | 1 323 000 (6,7%)  |
| 5           | 5           | «Alejandro Sanz»                      | 25 de junio de 2012 | 1 487 000 (8,3%)  |
| 6           | 6           | «Pedro Ruiz»                          | 2 de julio de 2012  | 1 476 000 (10,1%) |
| 7           | 7           | «Ferran Adrià»                        | 9 de julio de 2012  | 391 000 (4,7%)    |
| 8           | 8           | «Raphael»                             | 16 de julio de 2012 | 1 176 000 (7,7%)  |